# Traité de Tchoudniv
Le traité de Tchoudniv ou traité de Cudnów (en polonais : Ugoda cudnowska, en ukrainien : Чуднівський трактат) était un traité signé à Tchoudniv (en polonais Cudnów) le 17 octobre 1660 entre la république des Deux Nations et les cosaques, pendant le soulèvement de Khmelnytsky. Il rétablit la plupart des dispositions du traité d'Hadiach, à l'exception de l'élévation de la Ruthénie au statut de grand-duché égal en droits à la Pologne et de la Lituanie. Il invalide les dispositions du traité de Pereyaslav.
Le traité a été signé après la victoire polonaise à la bataille de Tchoudniv. Il stipulait que les cosaques retiraient leur soutien à la Russie dans la guerre russo-polonaise (1654-1667) et le transféraient à la République des Deux Nations. La guerre se conclura finalement en 1667 avec la trêve d'Androussovo.